# 山口組外伝 九州進攻作戦
『山口組外伝 九州進攻作戦』（やまぐちぐみがいでん きゅうしゅうしんこうさくせん）は、1974年の日本映画。主演：菅原文太、監督：山下耕作。東映京都撮影所製作、東映配給。併映『殺人拳2』（千葉真一主演、小沢茂弘監督）。アメリカ公開時のタイトルは『The Tattooed Hitman』で『ヒドゥン』や『エルム街の悪夢2 フレディの復讐』を監督したジャック・ショルダーが脚本とポスターデザインを担当した。

## 概要
1973年の『仁義なき戦い』の大ヒット以降、東映は実録ヤクザ路線と銘打ち、各地の暴力団抗争をモデルとした映画を製作した。特に同年『山口組三代目』が大ヒットし、山口組の全国進攻は実録路線の元ネタとしては最適であったため、これを題材とする映画を次々製作したが、このうち山口組の急先鋒として西日本を暴れまわった伝説の男・夜桜銀次（本名：平岡国人）をモデルとしてその一生を描いたものが本作である。

## あらすじ
全身に夜桜の刺青をした実在のやくざ・夜桜銀次が関わった抗争事件、別府抗争、明友会事件、博多事件を軸に銀次の生涯を描く。

## 出演
- 夜桜銀次 ： 菅原文太
- 古田憲一 ： 渡瀬恒彦
- 関本貫一（モデル・山本健一） ： 伊吹吾郎
- 安藤ふさ子 ： 渚まゆみ
- 吉村弘（モデル・山本広） ： 津川雅彦
- 昌子 ： 堀越陽子
- 絹代 ： 三島ゆり子
- 陽子：橘真紀
- 山地行雄（モデル・地道行雄） ： 佐藤慶
- 海津健三（モデル・伊豆健児） ： 渡辺文雄
- 大浦武吉 ： 志村喬
- 高須有三 ： 葉山良二
- 杉山富太郎 ： 内田朝雄
- 徐甲竜 ： 今井健二
- 河島元哉 ： 山本麟一
- 新庄平吾 ： 遠藤太津朗
- 元達文 ： 天津敏
- 徳田連太郎 ： 汐路章
- 金源昌 ： 曽根晴美
- 木欄隆司：林彰太郎
- 鹿谷弥助 ： 戸浦六宏
- 坂口勇作 ： 北村英三
- 取り調べ官：穂高稔
- 大東武司 （モデル・柳川次郎）： 室田日出男
- 安本達也：楠本健二
- 猪川義一郎 ： 小田部通麿
- 吉崎喜一 ： 有川正治
- 佐良政道 ： 中村錦司
- 遠山清 ： 川谷拓三
- 笠滝夫 ： 野口貴史
- 岩井（鞄屋店主）：高並功
- 栗原信夫：志賀勝
- 皆川千吉：阿波地大輔
- 友綱豪：大木晤郎
- 玉木：丘路千
- 沢木：唐沢民賢
- 隅田達夫：国一太郎
- 雀甲春：鈴木康弘
- 金本陽一：蓑和田良太
- 白竜国：秋山勝俊
- 斉田文吉：岩尾正隆
- 鳴坂巌：平沢彰
- 雪村徹：川浪公次郎
- 木原保 ： 成瀬正孝
- 博多のホステス：司京子
- おさずけ教の信者：丸平峰子
- 祈祷の老婆：日高綾子
- パチンコ店の店員：富永佳代子
- 看護婦：美松艶子
- 大阪のホステス：高木亜紀、栗はるみ、白川みどり
- ナレーション：藤崎照彦
- 新庄組組員：古閑達則、片桐竜次、志茂山高也
- 酒井均：藤長照夫
- 兵頭組組員：木谷邦臣
- 大東組組員：藤本秀夫
- 福岡県警刑事：土橋勇
- 双竜会組員：宮城幸生
- 川上組組員：船橋竜次
- 竜村：那須伸太朗
- 双竜会組員：小峰一男
- 刑事：山下義明
- 桑田忠政：山田良樹
- 竹内力夫：：福本清三
- 米田徳治：島田秀雄
- バットを持ったチンピラ：鳥巣哲生
- バーのチンピラ：奈辺悟、青木卓司
- 兵頭組組員：北川俊夫
- 木田順二：笹木俊志
- パチンコ店のボーイ：松本泰郎
- バーテン：司裕介
- 医師：和田昌也
- 島岡正雄：疋田泰盛
- 麻薬組織の一人：松田利夫
- 河島組組員：大月正太郎
- 警官：波多野博
- 双竜会組員：森源太郎
- 鹿谷の子分：池田謙治
- 郡司正一 ： 松方弘樹
- 石野一郎（モデル・石井一郎） ： 梅宮辰夫

## スタッフ
- 監督 ： 山下耕作
- 企画 ： 日下部五朗・田岡満・今川行雄・橋本慶一
- 原作 ： 飯干晃一
- 脚本 ： 高田宏治
- 撮影 ： 山岸長樹
- 音楽 ： 八木正生
- 美術 ： 富田治郎
- 編集 ： 市田勇
- 助監督 ： 俵坂昭康

## 製作

### 企画・脚本
原作は飯干晃一となっているが、飯干の原作本を映画化したのではなく、飯干が夜桜銀次を週刊誌に取り上げた記事をプロデューサーの日下部五朗が読み「夜桜銀次を主人公にしたら面白い」と映画化したもの。ただ飯干には原作料を支払った。当時はまだ夜桜銀次の名前は極道社会でもあまり知られていなかったという。役名は微妙に書き換えられているが、内容はほぼ史実に基づく。
『山口組外伝 九州進攻作戦』というタイトルについて、田岡一雄山口組組長から「夜桜銀次の事件は山口組とは関係ない事件だから、組の名は使ってほしくない」とクレームを受けた。しかし、岡田茂東映社長は「映画の題名は、人間でいえば顔や。顔は変えられん。顔が悪いとお客は来てくれん。山口組という名が題名に入ってるから、みんな興味をそそられて来てくれるんやぜ」と話し、徹底した商売人の姿勢を見せてタイトル変更をしなかった。山口組という名をタイトルに入れるため、田岡満が社長を務めるジャパン・トレードに協力費500万円が支払われた。しかし映画内の山口組は兵頭組という名前に変えた。このような話は全部宣伝を狙った東映の戦略で、実は最初から田岡満が企画に参加していて、ネタを探しているとき、夜桜銀次が出て来て、映画化しようとなったという説もある。

## 興行成績
タイトルに山口組が入り『山口組三代目』の続編的な臭いを含んだこと、制作途上から数々の話題を呼んだこと、併映『殺人拳2』も空手ブームに乗って強く大ヒットした。

## 逸話
- 日下部は、夜桜銀次が舎弟だった大分県別府市の石井組（山口組系）に挨拶にいった時、雪隠詰めにされた。「夜桜銀次みたいなチンピラをスター扱いしやがって書いた奴を連れて来い！」と怒鳴られ、日下部は二日後、東映本社からこのことを知らされた田岡一雄の"鶴の一声"で釈放されるまで、ホテルに軟禁された[8][13]。
- 脚本の高田宏治も取材で夜桜銀次を知っている人に何人か会ったが、銀次を褒める人は誰もいなかったという[7]。賭場での行儀の悪いヤクネタ（暴れ者）で、理性なく向かってくるので、やくざたちでさえ当たらず障らずしていたのが真相で、チンピラの死が、九州と関西の大戦争の引き金を引いたことで、その名を大きくしたのだろうと述べている[7]。
- 安藤ふさ子役で出演した渚まゆみは1973年12月28日に、年齢差27歳の浜口庫之助と電撃結婚をして世間を驚かせた[14][15][16]。渚は本作直前に封切られた『仁義なき戦い 頂上作戦』では、長谷川明男にでオッパイを揉み上げられる濃厚なカーセックスを演じたが、浜口と結婚したことで「ハダカは先生だけのためよ」と吹き替えを要求[15][16]。このため本作での菅原文太との濡れ場は吹き替えである[15][16]。渚は本作を最後に27歳で引退している[14]。

## 同時上映
『殺人拳2』
- 主演：千葉真一 / 監督：小沢茂弘

## 山口組の全国進攻を描いた作品
「仁義なき戦いシリーズ」の第三部『仁義なき戦い 代理戦争』の作中、山口組（映画では明石組）の全国進攻を映像とテロップで駆け足で説明するシーンがあり、「昭和37年5月九州博多事件」としてテロップで流れるものを映画化したのが本作。このシーンで銃殺されるヤクザが夜桜銀次。この他「昭和36年6月　義友会事件」とテロップで流れるのは明友会事件のことで、本作にも双竜会として登場し『日本暴力列島 京阪神殺しの軍団』（1975年）や『実録外伝 大阪電撃作戦』（1976年）、『やくざ戦争 日本の首領』（1977年）もこの明友会事件をモデルとしている。また「昭和36年7月　石川組組長刺殺事件」は、奈良県大和郡山市で起きた喜多久一刺殺事件で、殺害した柳川組は、先の『日本暴力列島 京阪神殺しの軍団』『実録外伝 大阪電撃作戦』の両映画にもモデルとして登場する。東映が山口組を題材にした映画が量産できたのは山口組・田岡一雄組長の息子・田岡満をスタッフに入れていたためで、『山口組三代目』（1973年）を製作する際に、岡田茂東映社長（当時）が田岡一雄に「田岡満さんをプロデューサーにして映画を一緒に作らせてほしい」と申し出ていた。田岡一雄は息子の田岡満の仕事は何でもOKだったため、田岡一雄ではなく、田岡満がすべての脚本をチェックすることで、映画に取り上げられた組関係者に、協力はしても反対はするなと指示を出していたといわれる。

### 関連映画
- 仁義なき戦い 代理戦争（1973年） - 広島抗争
- 仁義なき戦い 頂上作戦（1974年） - 広島抗争
- 山口組外伝 九州進攻作戦（1974年） - 別府抗争、明友会事件、博多事件
- 日本暴力列島 京阪神殺しの軍団（1975年） - 明友会事件
- 実録外伝 大阪電撃作戦（1976年） - 明友会事件
- 沖縄やくざ戦争（1976年） - 第4次沖縄抗争
- 日本の首領（1977年） - 明友会事件
- 北陸代理戦争（1977年） - 三国事件
- 沖縄10年戦争（1978年） - 第4次沖縄抗争